# إيغور زاخاروف
إيغور زاخاروف (بالروسية: Игорь Вячеславович Захаров)‏ هو لاعب كرة قدم روسي في مركز الوسط، ولد في 5 نوفمبر 1975 في أوريول في روسيا. لعب مع توم تومسك.